# 갈라 플라키디아

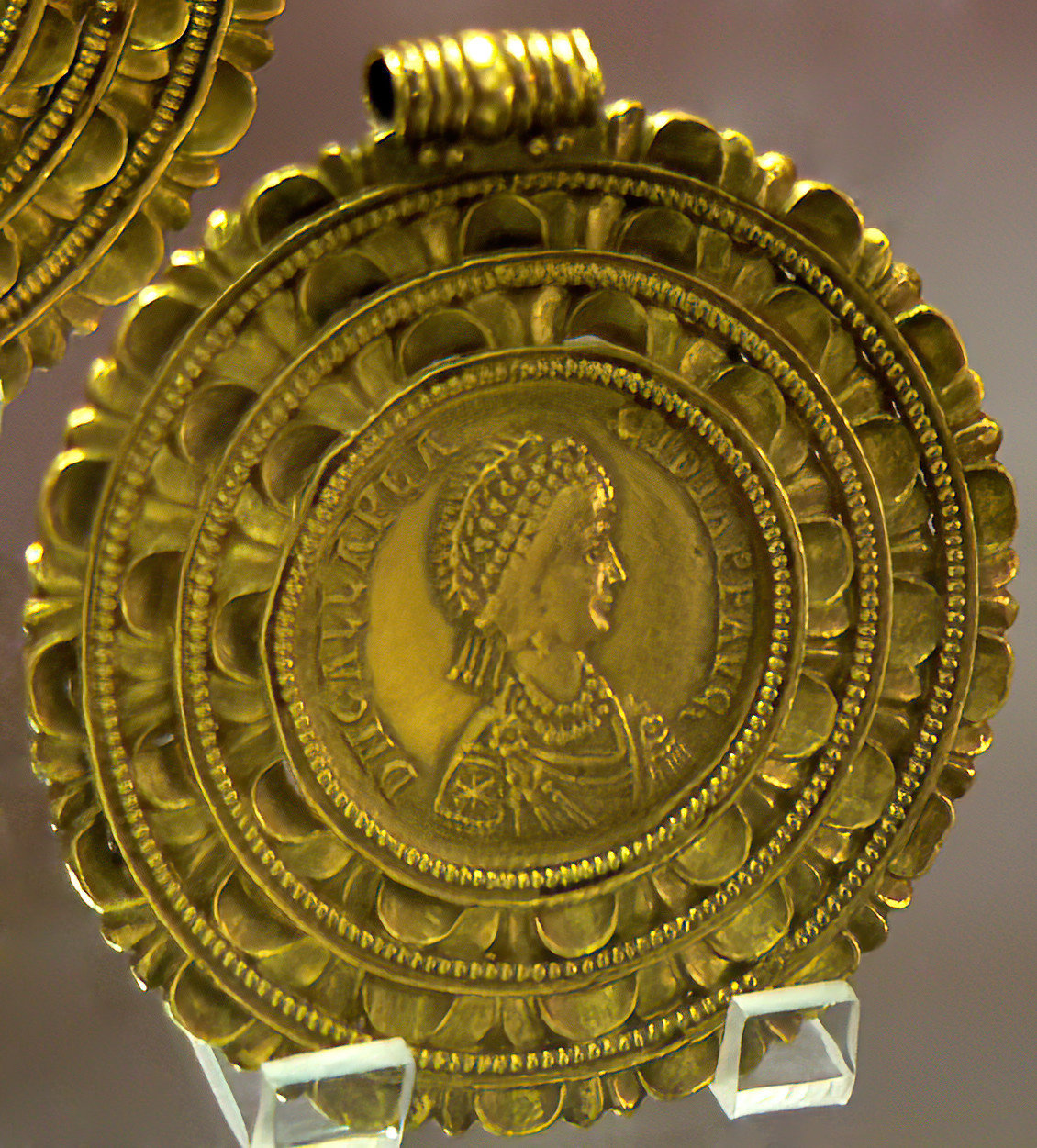

갈라 플라키디아(Galla Placidia  389-450)는 테오도시우스 1세와 두번째 황후 갈라 사이에서 태어난 딸이다.
410년 서고트족의 로마 약탈시, 인질이 되어 끌려갔다가 414년에 서고트족의 왕 아타울프와 결혼했다. 이듬해 남편이 죽자 왕위를 계승했다.  417년 서로마 황제 콘스탄티누스 3세와 재혼한후 발렌티니아누스 3세를 낳았다. 425년 발렌티니아누스 3세가 즉위하자 섭정을 하였다